# Зефиров, Фёдор Маркович
Фёдор Ма́ркович Зефи́ров (2 мая 1901, Малды-Питикасы, Казанская губерния — 10 января 1941) — советский партийный деятель; первый секретарь Чебоксарского горкома ВКП(б).
В 1937 году репрессирован по делу «чувашской буржуазно-националистической организации».

## Биография
Родился в чувашской семье.
Арестован 24 июля 1937 года, содержался под стражей во внутренней тюрьме НКВД ЧАССР.
19 ноября 1939 года военным трибуналом ПриВО по обвинению по ст. 19 и ст. 588, 10, 11 УК РСФСР (членство в контрреволюционной троцкистской группе, контрреволюционная деятельность) приговорён к лишению свободы с отбыванием в ИТЛ сроком на 10 лет с конфискацией имущества и лишением политических прав сроком на 5 лет.
Умер 10 января 1941 года от туберкулёза лёгких. Дело в отношении Зефирова прекращено Постановлением НКВД ЧАССР от 25.01.1941 «за смертью обвиняемого».
Реабилитирован 11 декабря 1954 года Прокуратурой СССР «за недоказанностью обвинения».

## Адреса
- Чебоксары, ул. Октябрьская, д.8[2].

## Память
Имя Ф. М. Зефирова носит улица в Малдах-Питикасах.